# Gottardo di Hildesheim
San Gottardo di Hildesheim, in tedesco Godehard o Gotthard (Reichersdorf, 960 – Hildesheim, 4 maggio 1038), è stato un vescovo benedettino della diocesi di Hildesheim. È venerato come santo dalla Chiesa cattolica, oggetto di culto soprattutto nella regione alpina, dove si è dato il suo nome ad uno dei valichi più importanti dell'arco alpino.

## Biografia
Gottardo nacque nel 960 a Reichersdorf, presso Niederalteich, cittadina della diocesi di Passavia, nella Baviera meridionale al confine tra Germania e Austria. A Niederalteich era già presente un monastero, dove il padre Ratmundo era vassallo del capitolo di San Maurizio di Niederalteich. Nella scuola capitolare di questo monastero ricevette un'istruzione umanistica e teologica sotto la guida di Uodalgiso. Dopo aver viaggiato molto in Austria nella regione alpina e in Italia, terminò i suoi studi superiori presso la scuola del duomo di Passavia sotto il famoso maestro Liutfrido.
Entrò quindi nel capitolo di Niederalteich come preposito. Quando il duca Enrico II il Litigioso decise di trasformare il capitolo in un monastero benedettino, Gottardo rimase come novizio, per farsi poi monaco benedettino nel 990 sotto l'abate Ercanberto di Svevia. Fu ordinato sacerdote nel 993. Divenne successivamente priore e rettore della scuola monastica, portando questa ai livelli più alti. Nel 996 fu eletto abate del monastero, orientandolo verso gli ideali di Cluny. In seguito il futuro imperatore Enrico II gli affidò il delicato compito di abate dell'abbazia di Tegernsee (1001-1002) e poi di quella di Hersfeld (1005), dove impresse alla vita monastica un forte rinnovamento, lavorando con molta determinazione per convincere le comunità ad accettare le riforme improntate all'ideale monastico di Cluny.
Nel 1013 ritornò a Niederalteich, dove intraprese una grande attività di edificazione: oltre trenta sono le chiese che furono costruite sotto la sua direzione. Questo gli valse la fama di uno dei più grandi architetti, oltre che pedagoghi, della Baviera del suo tempo.
L'arcivescovo Aribo di Magonza lo consacrò vescovo di Hildesheim, alla morte di Bernoardo. La sua nomina fu voluta dall'imperatore Enrico II. Egli fu coinvolto nel conflitto di Gandersheim. Come vescovo fu molto amato sia dai credenti laici del popolo che dal clero. Egli difese con fermezza la propria diocesi da soprusi e tentativi di usurpazione. Morì il 5 maggio 1038.

## Canonizzazione
Venne canonizzato da papa Innocenzo II il 29 ottobre 1131. Dopo la sua canonizzazione le spoglie vennero traslate il 4 maggio dalla chiesa di S. Maurizio e, dopo essere state deposte in uno splendido sarcofago, portate nella cripta della cattedrale di Hildesheim sotto l'altare dove sono ancora oggi; in quell'occasione si registrarono diversi miracoli. A causa di questa traslazione, in molte Chiese cattoliche e protestanti viene festeggiato sia il 4 maggio, giorno della traslazione, che il 5 maggio, giorno della sua morte.

## Il culto del santo a Trenzano
Dopo varie località del Bresciano, il culto del santo arrivò anche a Trenzano, terra ricca di acque sorgive e acquitrini. La bonifica del territorio fu diretta dai monaci benedettini, che da Milano si trasferirono al vicino monastero di Corzano, in località Convento (Trenzano). I monaci, dopo il loro passaggio, decisero di donare alla vecchia parrocchia un altare e un busto ligneo con la reliquia della falange del santo tedesco. Era l'anno 1464. Da allora la festa di san Gottardo prospero, grazie a manifestazioni culturali religiose sempre più sentite dalla popolazione, che man mano che passava il tempo dimenticò il culto dei santi patroni, san Giorgio e santo Stefano. Trenzano lo festeggia ogni 4 maggio con una solenne celebrazione e una processione per le vie del paese con tre soste e conseguenti benedizioni (terra-lavoro-famiglie). Dopo vari contatti con la parrocchia della basilica di San Gottardo a Hildesheim, i due parroci si incontrarono e firmarono a Trenzano il gemellaggio il 4 maggio 1993; in quell'occasione venne portata la reliquia del cuore di san Gottardo. Nel 2000, in occasione del giubileo, una statua monumentale in bronzo del maestro Severino è stata posta in chiesa, in sostituzione della statua processionale ora collocata nella sacrestia.

### Il tocco
Centinaia di fedeli e pellegrini ogni anno si recano alla messa e processione solenne in onore del santo. È tradizione toccare con la mano o con un indumento il manto della statua del santo o porre il capo sotto di esso e baciare la reliquia posta sull'altare. Questo "tocco" è visto come segno di guarigione.

### La fonte
Restauri effettuati nel 1980 hanno riportato alla luce l'antica fonte di san Gottardo, posta sotto l'altare a lui dedicato: una sorgente di acqua pura e cristallina fresca tutto l'anno. Dopo il restauro, la fonte è stata aperta al pubblico.

## Il culto del santo
- Uno dei santi patroni del comune di Dongo (CO)
- Santo patrono del borgo della Rasa di Varese, del comune di Varese (VA)
- Santo patrono della frazione di Finero, del comune di Malesco (VB)
- Padernello (TV), compatrono con san Lorenzo e san Luca
- Contrada San Gottardo a Padernello (TV)
- Quartiere San Gottardo di Brescia
- Arten (Bl)
- Colle di Arba (PN)
- Barghe (BS)
- Gambara (BS)
- Gottolengo (BS)
- Trenzano (BS)
- Loreglia, VB
- Santo patrono del comune di Mariano del Friuli (GO)
- Santo patrono del comune di Trezzano Rosa (MI)
- Santo patrono del comune di Mezzocorona (TN)
- Santo patrono del paese di Gobbera, frazione di Canal San Bovo (TN)
- Santo patrono del comune di Calcio (provincia di Bergamo)
- Parrocchia di Valpiana di Serina (BG), compatrono con san Michele Arcangelo
- Chiesa di San Gottardo a Milano
- Cesio (IM), compatrono con santa Lucia
- Paderno Franciacorta (BS)
- Cureggia sopra Lugano (CH)
- Torre Mondovì (CN)
- Laxolo (BG)
- Pioda di Ardenno (SO), santuario
- Santo patrono del comune Bagnolo di Po, Rovigo, 5 maggio, il culto risale alla metà del '500
- Levanto (SP)
- Loreglia (VB), santuario di San Gottardo, le reliquie vengono portate in processione ogni 50 anni
- Trigoso (Sestri Levante - Genova), Chiesa di S. Sabina
- Pozzengo di Mombello Monferrato (AL), Santuario

## Genealogia episcopale
La genealogia episcopale è:
- Arcivescovo Aribo di Magonza
- Vescovo Gottardo di Hildesheim